# 80e brigade de fusiliers motorisés de l'Arctique
Pour les articles homonymes, voir 80e brigade.
La 80e brigade de fusiliers motorisés de l'Arctique (en russe : 80-я отдельная мотострелковая бригада (арктическая), abrégé 80 омсбр(а)) est une brigade de fusiliers motorisés des forces côtières de la marine russe (n° d'unité 34667), spécialisée dans la guerre en milieu arctique.

## Histoire
La brigade est formée le 31 décembre 2014. Son étendard de bataille est présenté le 17 janvier 2015 par le commandant de la flotte du Nord, l'amiral Vladimir Korolev. La brigade est l'une de deux unités russes spécialisées dans la survie et le combat dans le milieu polaire de l'Arctique avec la 200e brigade de fusiliers motorisés de la Garde,,,.

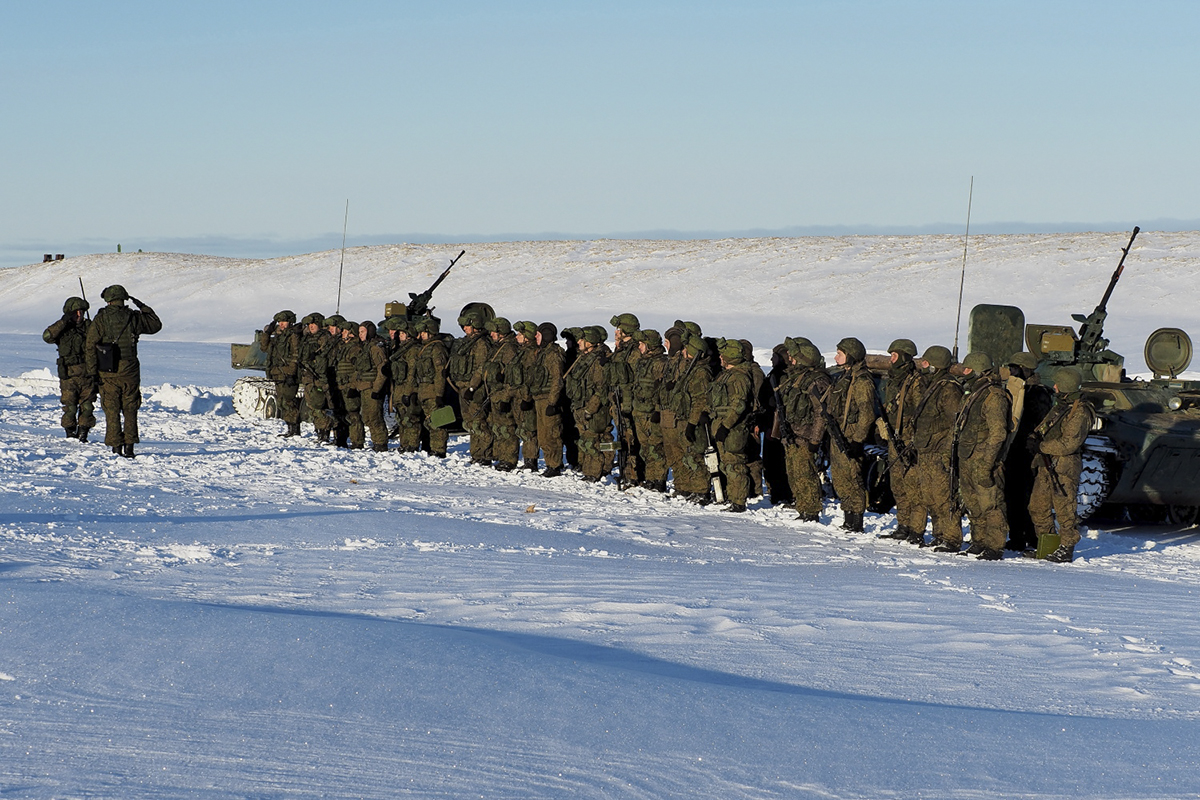
Les fusiliers motorisés de la sur l'île de Golomianny (dans l'archipel de la Terre du Nord) en septembre 2017.

À partir de 2020, la brigade tombe sous le commandement du 14e corps d'armée spécialement formé, lui-même faisant partie du commandement stratégique conjoint de la flotte du Nord. Ses missions consistent à patrouiller le long de la frontière et de protéger les intérêts russes le long de la frontière russo-norvégienne. La brigade est basée dans le village d'Alakourtti dans l'oblast de Mourmansk,.
Les recrues de la nouvelle brigade subissent un entraînement, des tests psychologiques et physiques sévères pour pouvoir opérer dans ce type d'environnement hostile.
L'unité participe à l'invasion russe de l'Ukraine en 2022, au cours duquel elle est déployée dans la région du Donbass fin juin 2022.
En juillet 2023, le ministère russe de la Défense récompensent des militaires de la brigade pour avoir détruit du matériel militaire ukrainien dans l'oblast de Kherson.
Selon le journal Izvestia le 4 juillet 2023, la 200e et la 80e brigade fusionneraient pour former une nouvelle division de fusiliers motorisés, qui sera la principale composante du 14e corps d'armée en vue de sa transformation prochaine en une armée interarmes.

## Composition
De nombreuses recrues ont tendance à vouloir rejoindre ces nouvelles « unités spécialisées ». Les brigades de l'Arctique sont nettement plus petites que leurs « unités sœurs basiques » de fusiliers motorisés. Ces brigades disposent également de nouveaux équipements spécialisés dans la guerre en milieu arctique,,,,,.
Deux sources en 2017 et 2020 citent certaines des unités suivantes intégrées dans la 80e brigade de fusiliers motorisés,,,,:
- Quartier général de la brigade
- Compagnie du commandant (compagnie du QG)
- Bataillon de communications
- Compagnie de guerre électronique
- Bataillon de reconnaissance
- 1er bataillon de fusiliers motorisés de l'Arctique
- 2e bataillon de fusiliers motorisés de l'Arctique
- Compagnie de tireurs d'élite
- Bataillon d'artillerie automoteur
- Bataillon de missiles antiaériens (d'autres brigades de fusiliers motorisés peuvent disposer d'un bataillon)

La en motoneiges, sur skis, en traineaux à chiens ou à rennes
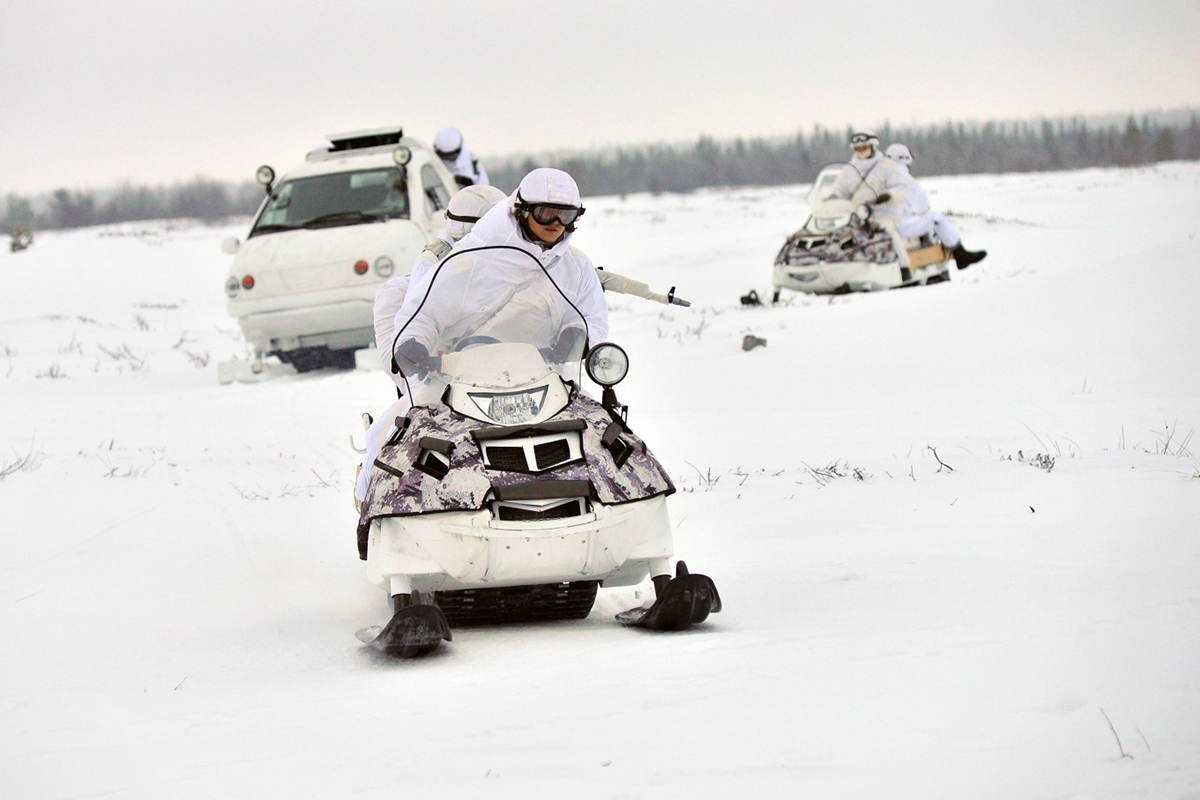
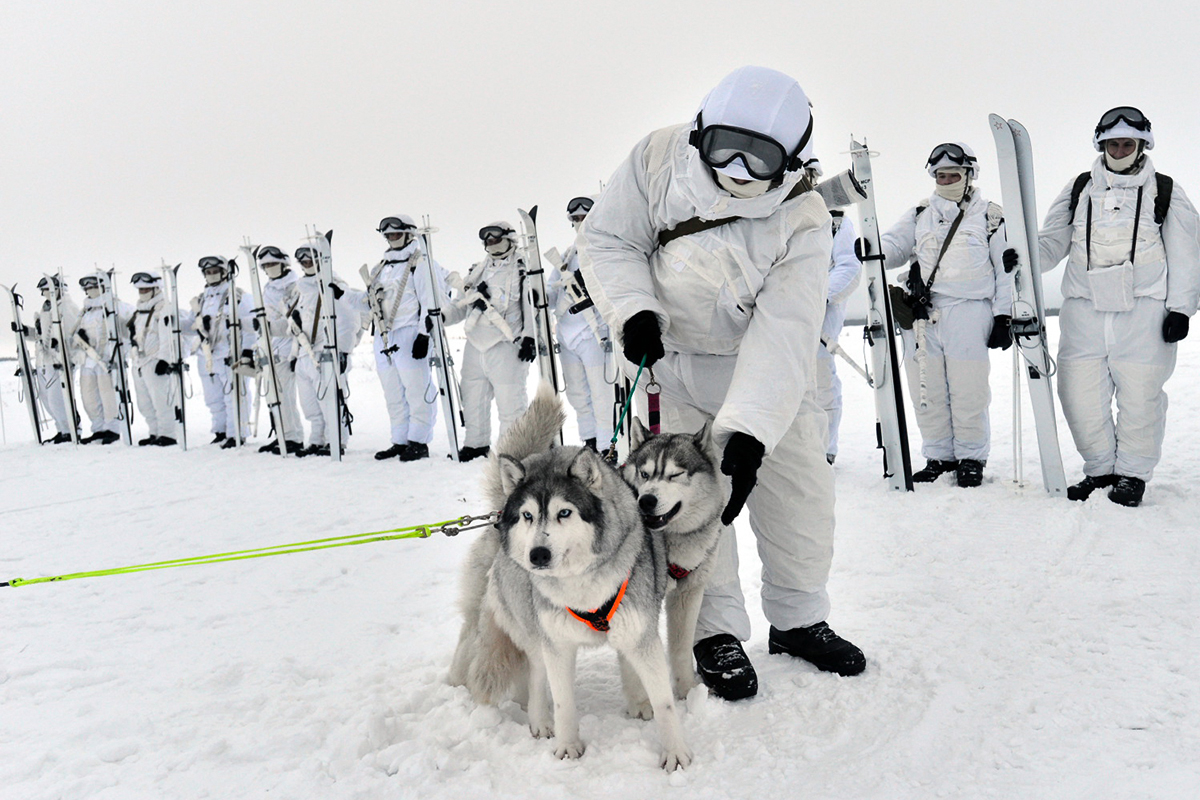
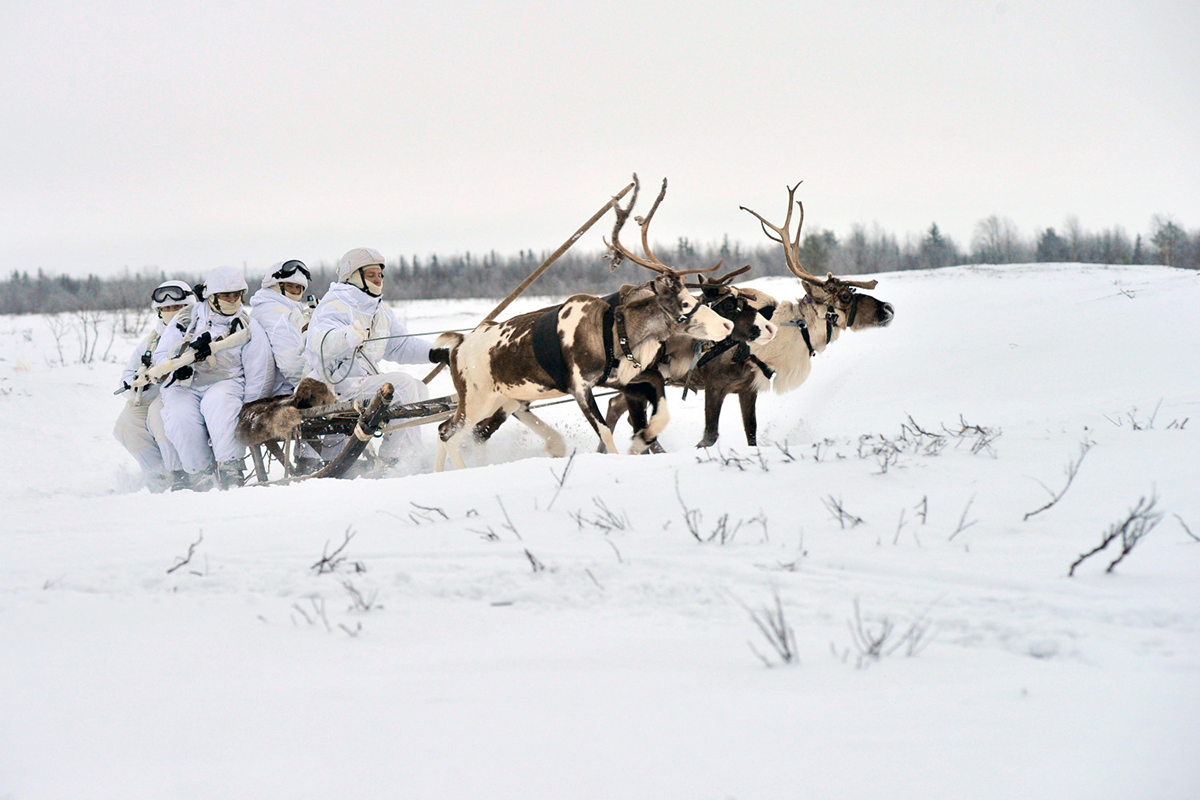

- Compagnie du génie (d'autres brigades de fusiliers motorisés peuvent disposer d'un bataillon)
- Compagnie de logistique
- Bataillon de maintenance
- Compagnie médicale
- Compagnie de protection NRBC
- Compagnie de drones

- La 80e brigade en motoneiges, sur skis, en traineaux à chiens ou à rennes